# Бен Гримм (киноперсонаж, 2005)
Бенджамин «Бен» Гримм (англ. Benjamin "Ben" Grimm) — персонаж дилогии «Фантастическая четвёрка» Тима Стори от студии 20th Century Fox, основанный на одноимённом супергерое Marvel Comics, созданном сценаристом Стэном Ли и художником Джеком Кирби. Роль Гримма исполнил Майкл Чиклис. Широко известен под псевдонимом Существо (англ. The Thing).
Бен представлен как квалифицированный пилот и лучший друг гениального учёного Рида Ричардса, вместе с которым намеревался изучить природу пролетающей вблизи от Земли космической бури. Столкнувшись с финансовыми трудностями коллеги были вынуждены обратиться за поддержкой к Виктору фон Думу, предоставившим им космический корабль в обмен на большой процент прибыли от результатов экспедиции. Вместе с Виктором и Ридом, а также бывшей девушкой последнего Сьюзан Шторм и её младшим братом Джонни Штормом Бен отправился в космос, где, из-за ошибках в расчётах Рида подвергся воздействию космической радиации, в результате чего он превратился в каменного монстра. Бен оказался единственным членом экипажа, чья внешность претерпела существенные изменение, что привело к расставанию с невестой Дебби Макилвейн. Тем не менее, начав отношения со слепой художницей Алисией Мастерс Бен смирился со своей внешностью и встал на путь супергероя в составе команды Фантастическая четвёрка.
Чиклис был удостоен положительных отзывов со стороны критиков и фанатов Marvel за своё исполнение роли Существа.

## Создание образа

### Первое появление персонажа
Созданный  сценаристом Стэном Ли и художником Джеком Кирби, Существо впервые появился в The Fantastic Four #1 (Ноябрь, 1961). Кирби списал образ Бена Гримма с самого себя.
Помимо комиксов о Фантастической четвёрке, Существо был главным персонажем онгоингов Marvel Two-in-One и Strange Tales (наряду со своим товарищем по команде Человеком-факелом), а также двух собственных сольных серий и многочисленных минисерий и ваншотов.

### Кастинг и исполнение
Изначально планировалось, что Бена Гримма сыграет Джон Кристофер Райли. 20 сентября 2004 года 20th Century Fox опубликовала первые фотографии членов Фантастической четвёрки. 4 декабря 2005 года The Hollywood Reporter сообщил, что режиссёр фильма 2005 года и весь актёрский состав вернутся к работе над сиквелом, премьера которого состоится в 2007 году.
Чиклис подписал контракт на три фильма с Fox Studios, однако, из-за кассового провала картины «Фантастическая четвёрка: Вторжение Серебряного сёрфера» у студии возникли сомнения в перспективе развития франшизы. В 2009 году стало известно, что фильмы про Фантастическую четвёрку будут перезапущены с новым актёрским составом. После приобретения The Walt Disney Company компании 21st Century Fox и возвращения прав на Фантастическую четвёрку к Marvel Studios, Чиклис выразил желание вернуться к роли Существа в рамках медиафраншизы «Кинематографическая вселенная Marvel» в своём Twitter-аккаунте.

### Характеризация
Для перевоплощения в Существо Чиклис носил плотный громоздкий костюм в котором отсутствовала система охлаждения. Из-за массивности костюма художники визажисты использовали тяжёлый искусственный грим. Костюм вызывал у Чиклиса клаустрофобию вплоть до приступов паники, которые усугублялись перегревом костюма. Чиклис боролся с эмоциями с помощью мантры, данной ему психологом: «Я слышу. Я могу дышать. Я могу думать. Я могу чувствовать. Я в порядке».

## Биография

### Рождение Фантастической четвёрки
Бен отправляется в космическую экспедицию вместе со своим лучшим другом Ридом Ричардсом, их старой знакомой Сьюзан Шторм, её младшим братом Джонни Штормом и спонсирующим полёт Виктором фон Думом, в качестве второго пилота корабля. Бен оказывается в открытом в космосе в тот момент, когда космические лучи поражают всех членов экипажа. Вернувшись на Землю, он в скором времени превращается в каменное чудовище. Его невеста Дебби, не в силах свыкнуться с внешним видом Бена, расторгает их помолвку. Бен отправляется на Бруклинский мост, где при попытке спасти самоубийцу ненароком провоцирует дтп. Подоспевшие Рид, Сью и Джонни помогают ему спасти гражданских, в результате чего общественность нарекает четырёх храбрецов Фантастической четвёркой. Рид обещает Бену сделать всё возможное, чтобы вернуть его в прежнее состояние, однако Бен, замечая, что тот проводит своё время со Сью, приходит в ярость, посчитав, что тот нарушил своё слово. Он знакомится со слепой женщиной по имени Алисия, которая начинает испытывать к нему симпатию из-за его доброго сердца. Затем к нему обращается Виктор, пообещав избавить его суперспособностей за счёт добычи энергии для устройства Рида. Бен возвращается в прежнее состояние, однако, понимая, что фон Дум намерен уничтожить всю Четвёрку, вновь подергается воздействию лучей и превращается в Существо. Он помогает своим товарищем в победе над Думом и принимает своё текущее состояние, обретя в лице Алисии родственную душу.

### Серебряный Сёрфер и пришествие Галактуса
Когда свадьбу Рида и Сью прерывает появившийся Серебряный Сёрфер, Джонии, после столкновения с ним, обретает возможность обмениваться способностями со своими товарищами. Таким образом, Бен ненадолго становится прежним, передав каменную форму Джонни. В дальнейшем, военные привлекают к захвату Серебряного Сёрфера исцелившегося Виктора фон Дума. Объединив усилия, они, в конечном итоге, разлучает Сёрфера с его доской, источником силы. Дум вновь предаёт команду и крадёт доску, однако Человек-факел вбирает в себя силы всей команды и сам останавливает Доктора Дума, в то время как Бен, управляя строительным краном, отбрасывает неподвижное тело Виктора в реку. По прошествии этих событий, Рид и Сью женятся в Японии. Во время церемонии Фантастическая четвёрка получает сообщение о беспорядках в Венеции и незамедлительно отправляется на спасательную миссию.

## Другие появления
Бен Гримм, озвученный Майклом Чиклисом, появляется в игре Fantastic Four 2005 года, по мотивам одноимённого фильма. На бонусных уровнях героя озвучил Фред Таташор. Выбирая Существо игроки получают возможность поднимать объекты и разбивать их на куски, пробивать стены и препятствия и уничтожать врагов.
В 2005 году по мотивам фильма «Фантастическая четвёрка» была выпущена игра для Game Boy под названием Fantastic Four: Flame On 2005 года, где фигурировал Существо.
В игре Fantastic Four: Rise of the Silver Surfer 2007 года, по мотивам одноимённого фильма, Существо озвучил Джоуи Камен.

## Критика и влияние
Несмотря на смешанную, преимущественно негативную критику в отношении дилогии Стори, многие рецензенты сошлись во мнении, что Существо в исполнении Майкла Чиклиса было одним из лучших элементов обеих картин.
Джо Лейдон из Variety отметил, что «Чиклис [играет] вполне правдоподобно и уморительно вспыльчиво, несмотря на плохое качество грима лица и тела, который не похож ни на что иное, как на грим». Джеймс Берардинелли из ReelViews назвал Чиклиса самым выдающимся актёром фильма 200 года: «Несмотря на то, что он похоронен под слоями латекса, Чиклис привносит человечность в Бена Гримма, также известного как Существо. Он — Росомаха «Фантастической четвёрки», тот самый, кто крадёт почти каждую сцену с его участием. Чиклис заставляет нас сочувствовать Существу, чьи противоречивые эмоции относительно его внешности представляют собой один из сюжетов, который работает»
В то же время критике подвергся костюм Существа. Роджер Эберт заявил: «Существо похож на Дона Риклса, скрещенного с горой Рашмор, его тело напоминает подъездную дорожку, а лицо имеет такие щели, что в них можно спрятать зубную щетку».

### Награды и номинации
| Год  | Фильм                                                    | Награда               | Категория                                                                       | Результат | Примечания |
| ---- | -------------------------------------------------------- | --------------------- | ------------------------------------------------------------------------------- | --------- | ---------- |
| 2006 | «Фантастическая четвёрка»                                | MTV Movie & TV Awards | Лучшая экранная команда (с Джессикой Альбой, Йоаном Гриффитом и Крисом Эвансом) | Номинация | [ 22 ]     |
| 2007 | «Фантастическая четвёрка: Вторжение Серебряного сёрфера» | Scream Awards         | Лучший супергерой                                                               | Номинация | [ 23 ]     |

### Товары
В 2005 году Toy Biz выпустила несколько вариаций фигурок Существа на основе его появления в фильме 2005 года. В 2007 году Hasbro выпустила фигурки Бена Гримма, основанные на его образе из сиквела 2007 года.